# Cybianthus multicostatus
Cybianthus multicostatus är en viveväxtart som beskrevs av Friedrich Anton Wilhelm Miquel. Cybianthus multicostatus ingår i släktet Cybianthus, och familjen viveväxter. Inga underarter finns listade i Catalogue of Life.